# ویلیام ولش (بازیگر)
ویلیام ولش (انگلیسی: William Welsh (actor)؛ ۹ فوریهٔ ۱۸۷۰ – ۱۶ ژوئیهٔ ۱۹۴۶) یک هنرپیشه اهل ایالات متحده آمریکا بود.

## گزیده فیلمشناسی
از فیلم‌ها یا برنامه‌های تلویزیونی که وی در آن نقش داشته‌است می‌توان به آثار زیر اشاره کرد.
- ۲۰٬۰۰۰ فرسنگ زیر دریا (۱۹۱۶)
- آبرو (فیلم ۱۹۲۱) (۱۹۲۱)
- شوک (فیلم ۱۹۲۳) (۱۹۲۳)